# Cociu, Bacău
Cociu este un sat în comuna Motoșeni din județul Bacău, Moldova, România.